# Tamara Dávila Rivas
Daysi Tamara Dávila Rivas és una activista feminista, psicòloga i política nicaragüenca. Membre actiu del consell polític de la Unidad Nacional Azul y Blanco, formació política creada arran de la repressió que es va produir contra les manifestacions massives del 2018, i del moviment Unamos, va formar part dels detinguts durant l'onada d'arrestació d'opositors encetada el 5 de juny del 2021 pel govern dirigit pel sandinista Daniel Ortega emparant-se en la llei 1055, dita Guillotina, aprovada al desembre del 2020. A més de Dávila, que fou arrestada davant la seva filla de 4 anys el 12 de juny a les 8 del vespre, figuren personatges històrics de l'oposició com ara Dora María Téllez, Cristiana Chamorro i la presidenta d'Unamos Suyen Barahona.